# La Princesse et le Pauvre
Ne doit pas être confondu avec Le Prince et le Pauvre.
La Princesse et le Pauvre (La principessa e il povero) est une mini-série italienne en deux parties totalisant 200 minutes réalisée par Lamberto Bava, diffusée les 2 et 3 décembre 1997 sur Canale 5.

## Synopsis
Dans un royaume lointain, un roi et une reine pleurent le fait qu'ils ne puissent pas avoir d'enfants. Le roi Hamil se doit pourtant d'avoir un héritier, dans le cas contraire, il se verrait dans l'obligation de céder son trône à Migal, son frère, cruel et sadique. 
En désespoir de cause, le roi a recours à la magie d'un inconnu qui lui promet un enfant fort et beau. Et en effet, un enfant vient à naître rapidement. 
Mais Migal, voyant le trône lui échapper, fait disparaître l'enfant dans la campagne, certain que jamais le roi ne le retrouvera. Le couple royal masque cette disparition en adoptant une petite fille, qu'ils font passer pour l'héritière légitime. 
Les années passent et la princesse grandit. La voilà bientôt prête à prendre la relève de son père. Mais les caprices du destin font que la jeune princesse, fuyant les plans de Migal, rencontre deux jeunes hommes, l'un est celui dont elle a usurpé la place sans même le savoir. 
Dans l'ombre, le magicien veille, prêt à reprendre ce qui lui appartient à tout moment.

## Distribution
- Anna Falchi : Mirabelle
- Mathieu Carrière : Hamil
- Lorenzo Crespi (it) : Leonardo
- Nicholas Rogers : Ademaro
- Thomas Kretschmann : Migal
- Simone Ascani : Gamesh
- Max von Sydow : Epsos
- Michaela Merten : Sariba
- Jana Hubinská (sk) : la reine